# ایتامونته
ایتامونته (به پرتغالی: Itamonte) یک منطقهٔ مسکونی در برزیل است که در میناز ژرایس واقع شده‌است. ایتامونته ۴۳۲ کیلومتر مربع مساحت و ۱۵٬۷۱۴ نفر جمعیت دارد.